# Trebež (Jasenovac)
Trebež falu Horvátországban Sziszek-Monoszló megyében. Közigazgatásilag Jasenovachoz tartozik.

## Fekvése
Sziszektől légvonalban 36, közúton 55 km-re délkeletre, községközpontjától légvonalban 13, közúton 21 km-re északnyugatra, a Báni végvidéken, a Száva bal partjának és a Trebež szávai torkolata közelében, a Lónyamező természetvédelmi park területén fekszik.

## Története
A település a 20. század elején keletkezett, Pozsega vármegye Novszkai járásának része volt. 1918-ban az új szerb-horvát-szlovén állam, majd később Jugoszlávia része lett. A két világháború között Krapje volt a községközpont, melyhez Trebež is tartozott. 1941-ben a németbarát Független Horvát Állam része lett. Lakosságát csak 1948-tól számlálják önállóan. 1991-ben a háború előtt csaknem teljes lakossága (94%) horvát nemzetiségű volt. A délszláv háború idején végig horvát kézen maradt. A településnek 2011-ben 53 lakosa volt. A természetvédelmi parknak köszönhetően a faluban élénk a turistaforgalom.

## Népesség
| Lakosság változása | Lakosság változása | Lakosság változása | Lakosság változása | Lakosság változása | Lakosság változása | Lakosság változása | Lakosság változása | Lakosság változása | Lakosság változása | Lakosság változása | Lakosság változása | Lakosság változása | Lakosság változása | Lakosság változása | Lakosság változása |
| ------------------ | ------------------ | ------------------ | ------------------ | ------------------ | ------------------ | ------------------ | ------------------ | ------------------ | ------------------ | ------------------ | ------------------ | ------------------ | ------------------ | ------------------ | ------------------ |
| 1857               | 1869               | 1880               | 1890               | 1900               | 1910               | 1921               | 1931               | 1948               | 1953               | 1961               | 1971               | 1981               | 1991               | 2001               | 2011               |
| 0                  | 0                  | 0                  | 0                  | 0                  | 0                  | 0                  | 0                  | 53                 | 109                | 129                | 86                 | 39                 | 84                 | 77                 | 53                 |

## Nevezetességei
A falu határa az 500 négyzetkilométeres területű Lónyamező természetvédelmi terület része. A Lónyamező nemzetközi jelentőségű védett menedékhelye és költőhelye a mocsári madárvilágnak, de rajtuk kívül még számos állatfaj élőhelye.